# Trichopagis
Trichopagis is een monotypisch geslacht van spinnen uit de  familie van de Thomisidae (krabspinnen).

## Soort
- Trichopagis manicata Simon, 1886